# 室津下漁港
室津下漁港（むろつしもぎょこう）は、山口県下関市豊浦町室津下にある第1種漁港である。
沿岸漁業が中心の小規模な魚港である。海釣りの絶好の場所である。「フィッシャリーナむろつ」というヨットバーバーも併設されており、マリンスポーツも盛んである。
元寇の際、元軍の一部が上陸したとの言い伝えがある。